# (322756) 2001 CK32
2001 سي كي 32 (ويعرف أيضًا باسم (322756) 2001 سي كي 32 وفق تسمية الكوكب الصغير) (بالإنجليزية: 2001 CK32)‏ هو كويكب ضمن حزام الكويكبات؛ وترتيبه 322756 من حيث الاكتشاف.
اكتُشف هذا الجُرم الفلكي بواسطة بحث لنكولن عن الكويكبات القريبة من الأرض في 13 فبراير 2001.

## وصلات خارجية
- (322756) 2001 CK32 في قاعدة بيانات مختبر الدفع النفاث لأجرام النظام الشمسي الصغيرة

- الاكتشاف · مخطط المدار ·  العناصر المدارية · المعلمات المادية

- (322756) 2001 CK32 على موقع ويكي سكاي: DSS2, SDSS, GALEX, IRAS, Hydrogen α, X-Ray, Astrophoto, Sky Map, Articles and images